# Demoticoides pallidus
Demoticoides pallidus là một loài ruồi trong họ Tachinidae.